# Adavi Sooravvanahalli
Adavi Sooravvanahalli là một làng thuộc tehsil Kudligi, huyện Bellary, bang Karnataka, Ấn Độ.